# 長谷川透
長谷川 透（はせがわ とおる、1897年（明治30年）4月 - 1977年（昭和52年）6月13日）は、日本の内務官僚。官選宮崎県知事。

## 経歴
京都府出身。長谷川吟之助の二男として生まれる。第三高等学校を卒業。1919年10月、高等試験行政科試験に合格。1920年、東京帝国大学法学部政治学科を卒業。農商務省に入り工務局属となる。その後、内務省に転じた。
以後、福井県理事官、愛媛県理事官、内務省社会局事務官兼内務事務官、同社会局書記官・社会部職業課長、同大臣官房文書課長などを経て、1937年6月、大阪府書記官・総務部長に就任。
1939年9月、宮崎県知事に就任。1941年1月に退官し、大日本産業報国会労務局長に就任。戦後、公職追放となった。

## 栄典
- 1940年（昭和15年）8月15日 - 紀元二千六百年祝典記念章[5]